# Halifax (Vermont)
Pour les articles homonymes, voir Halifax.

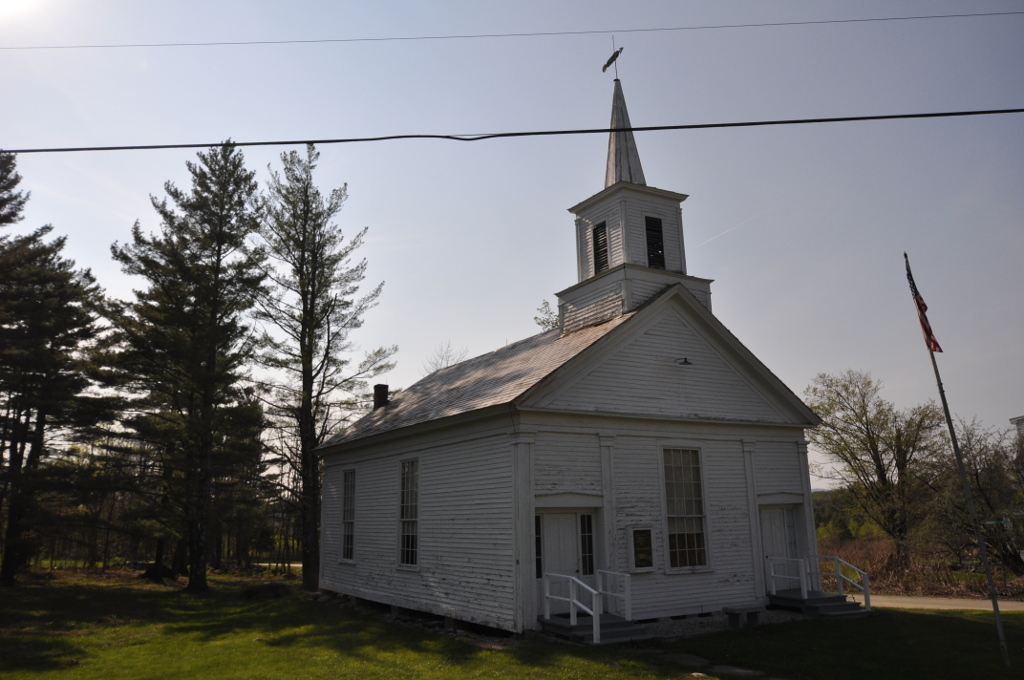
Town Hall d'Halifax

Halifax est une ville du comté de Windham (Vermont) aux États-Unis.
La population était de 782 habitants en 2000.
C'est la ville natale de Elisha Otis, l'inventeur de l'ascenseur.
|  | Marlboro (Vermont) |  |
|  | Halifax            |  |
|  |                    |  |